# Нитратредуктаза
Нитратредуктаза — один из ключевых ферментов азотного обмена. Его функция заключается в восстановлении нитрат-иона до нитрит-иона. Сам белок состоит из нескольких доменов: первый — ФАД-содержащий домен предназначен для принятия электронов и их дальнейшего переноса на цитохром b557, с которого они в свою очередь попадают на молибдоптерин (молибден-содержащий кофермент). При этом атом молибдена меняет свою степень окисления с +6 на +4, а затем, снова окисляясь, он отдаёт два электрона нитрат-иону, после чего тот восстанавливается до нитрит-иона и воды. В качестве доноров электронов для нитратредуктазы у растений служит НАДH + H+, у грибов — НАДФH + H+, а у бактерий — восстановленная форма ферредоксина. Нитрит, получившийся в ходе описанной выше реакции, служит субстратом для нитритредуктазы для дальнейшего восстановления. Нитратредуктаза активна у растений только в пластидах. В отличие от нитритредуктазы, имеет низкую скорость катализируемой реакции.